# Starz Entertainment
Starz Entertainment (abans coneguda com a Lions Gate Entertainment Corporation o simplement Lionsgate) és una empresa d'entreteniment canadenc-estatunidenca amb seu a Santa Monica, Califòrnia. Va ser fundada per Frank Giustra el 10 de juliol de 1997 i va estar inicialment domiciliada a Vancouver, Columbia Britànica, Canadà, on es va formalitzar. Abans del 2024, l'aleshores anomenada Lionsgate era propietària d'estudis de cinema i televisió sota el seu propi paraigua. Des d'aleshores s'han segregat, formant  Lionsgate Studios, dels quals Starz posseeix el 87%.
És considerada com una de les companyies independents de distribució de cinema i televisió amb més èxit a Amèrica del Nord. És la productora de 3 de les sagues literàries més populars entre el públic adolescent, com són: Crepuscle, Els jocs de la fam, i la trilogia de Divergent; aconseguint grans èxits entre el 2008 el 2015 gràcies les dues primeres sagues, i èxits mitjans amb la tercera.

## Història
Frank Giustra, un inversor de banca de Vancouver, va crear la companyia el 1995 amb l'objectiu de capitalitzar els seus interessos en la indústria del cinema, la qual progressava extrepitosament, a la seva ciutat natal. La companyia va començar comprant un bon nombre de petites empreses de producció i distribució, incloent Trimark Pictures, matriu de Cinepix Film Productions, Mont-real i, especialment, Artisan Entertainment.
Giustra li va posar a l'empresa el nom del pont més característic de la ciutat de Vancouver, Lions Gate Bridge. El terme "Lionsgate" reflecteix els Lleons, un parell de becs de muntanya al nord de Vancouver.
L'empresa no té cap relació amb el ja desaparegut estudi Lions Gate amb seu a Los Angeles - l'empresa de producció que controlava el cineasta Robert Altman en els anys 1970, i que també havia estat anomenada Lions Gate en honor del mateix pont en Vancouver, on Altman va rodar en 1969 "That Cold Day in the Park".
El 2005, Lions Gate Entertainment va anunciar que havien venut els seus drets de distribució canadenques a la companyia Maple Pictures, fundada i en copropietat de dos anteriors executius de Lionsgate, Brad Pelman i Laurie Maig.
El seu primer èxit de taquilla important va ser American Psycho l'any 2000, que va començar una tendència a seguir i una influència per a les següents pel·lícules que produïa i distribuïa la companyia, les quals eren caracteritzades per ser massa polèmiques per als estudis americans principals.
L'últim gran èxit de taquilla va ser Els jocs del fam, pel·lícula basada en el llibre del mateix nom de l'escriptora Suzanne Collins, arribant a receptar un total de 690 milions de dòlars (la major quantitat guanyada fins ara per una pel·lícula d'aquesta empresa). Aquest èxit va donar l'inici a l'adaptació cinematogràfica de la saga de quatre parts que també estan basades en la trilogia de llibres escrit per Suzanne: Els jocs de la fam, En flames i el desenllaç d'aquests dos, L'ocell de la revolta. En flames va ser estrenada al novembre del 2013 i L'ocell de la revolta va ser dividida en dues parts estrenades els anys 2014 i 2015. Altres pel·lícules destacades són Affliction, Déus i monstres, Dogma, Saw i el documental Fahrenheit 9/11 de Michael Moore.
Lionsgate, actualment denomina comercialment com una sola paraula, encara que el nom oficial de la companyia segueix sent dues paraules, Lions Gate, conjuntament amb MGM i Paramount Pictures/Viacom, és copropietària de Epix, un nou canal de televisió de pel·lícules de pagament que va començar a emetre el 30 d'octubre de 2009 a través de Verizon FiOS pels sistemes de IPTV, essent un rival d'altres canals de TV com HBO i Showtime.
El 2020 Lionsgate va tallar aquesta associació, deixant de formar part d'Epix, unint-se a Hulu i FX.
Lionsgate ha creat una nova companyia de pel·lícules familiars, "Lions Gate family Entertainment". La primera pel·lícula realitzada sota aquesta nova etiqueta va ser Alpha and Omega. Lions Gate Family també realitza pel·lícules dins els gèneres d'acció i animació.
El 2009, Lionsgate juntament amb Sony Pictures Entertainment, Warner Bros., Paramount Pictures, i Metre-Goldwyn-Mayer, van signar un acord amb Hulu (propietat de News Corporation, NBC Universal /  General Electric i Walt Disney Company) sobre les seves pel·lícules i programes de televisió. Lionsgate també va anunciar que començarien la producció d'àlbums de música, a partir de l'any 2011.

## Pel·lícules més taquilleres
Les pel·lícules de Lionsgate que més diners han recaptat en l'àsbit internacional són:
| Posició | Títol                                            | Recaptació (US$) | Any  |
| ------- | ------------------------------------------------ | ---------------- | ---- |
| 1       | Els jocs del fam: en flames                      | $865 668 047     | 2013 |
| 2       | The Twilight Saga: Breaking Dawn - Part 2        | $829 746 820     | 2012 |
| 3       | Els jocs del fam: L'ocell de la revolta - Part 1 | $755 010 692     | 2014 |
| 4       | The Twilight Saga: Breaking Dawn - Part 1        | $712,205,856     | 2011 |
| 5       | The Twilight Saga: New Moon                      | $709,711,008     | 2009 |
| 6       | The Twilight Saga: Eclipsi                       | $698,491,347     | 2010 |
| 7       | Els jocs del fam                                 | $691 247 768     | 2012 |
| 8       | Els jocs del fam: L'ocell de la revolta - Part 2 | $652 913 304     | 2015 |
| 9       | La La Land                                       | $446 092 357     | 2016 |
| 10      | Crepuscle                                        | $393,616,788     | 2008 |